# Brandenberger Tor
Das Brandenberger Tor war ein Stadttor im Norden von Nideggen im Kreis Düren (Nordrhein-Westfalen). Es stand an der Bahnhofstraße/Einmündung Bewersgraben.
Das Brandenberger Tor war ein vermutlich zweigeschossiges Dreimauertor mit Spitzbogenportalen. Es hatte eine Durchfahrt mit Flachdecke. Feldseitig hatte das Stadttor Rechteckfenster. Das Tor wurde in der ersten Hälfte des 14. Jahrhunderts als Teil der Stadtbefestigung erbaut. Es verfiel seit dem 18. Jahrhundert. Die Reste wurden im Zweiten Weltkrieg zerstört.